# Vodonos
Vodonos je pritok potoka Mala reka, ki nabira svoje vode v hribovju južno od Litije in je del porečja potoka Reka. Ta teče skozi Šmartno pri Litiji in se pri Litiji kot desni pritok izliva v reko Savo. 